# Чемпіонат світу зі спортивної гімнастики 2003
37-й чемпіонат світу зі спортивної гімнастики пройшов у 2003 році в Анахаймі (США).

## Медальний залік
| Місце | Країна          | Золото | Срібло | Бронза | Загалом |
| ----- | --------------- | ------ | ------ | ------ | ------- |
| 1     | КНР             | 5      | 2      | 1      | 8       |
| 2     | США             | 5      | 2      | 0      | 7       |
| 3     | Японія          | 2      | 0      | 2      | 4       |
| 4     | Болгарія        | 2      | 0      | 0      | 2       |
| 5     | Росія           | 1      | 2      | 3      | 6       |
| 6     | Бразилія        | 1      | 0      | 0      | 1       |
| 6     | Греція          | 1      | 0      | 0      | 1       |
| 6     | Узбекистан      | 1      | 0      | 0      | 1       |
| 9     | Румунія         | 0      | 4      | 0      | 4       |
| 10    | Італія          | 0      | 1      | 2      | 3       |
| 11    | Північна Корея  | 0      | 1      | 0      | 1       |
| 12    | Канада          | 0      | 0      | 2      | 2       |
| 13    | Іспанія         | 0      | 0      | 1      | 1       |
| 13    | Велика Британія | 0      | 0      | 1      | 1       |
| 13    | Австралія       | 0      | 0      | 1      | 1       |

## Призери
| Дисципліна         | Золото                                                                              | Срібло                                                                                       | Бронза                                                                                        |
| ------------------ | ----------------------------------------------------------------------------------- | -------------------------------------------------------------------------------------------- | --------------------------------------------------------------------------------------------- |
| Чоловіки           |                                                                                     |                                                                                              |                                                                                               |
| Командна першість  | КНР Хуан Сю Лі Сяопен Тен Хайбінь Сяо Цінь Сін Аовей Ян Вей                         | США Радж Бхавсар Джейсон Гетсон Морган Гемм Пол Гемм Бретт Макклюр Блейн Вілсон              | Японія Касіма Такехіро Томіта Хіроюкі Цукахара Наоя Ямада Татсуя                              |
| Абсолютна першість | Пол Гемм                                                                            | Ян Вей                                                                                       | Томіта Хіроюкі                                                                                |
| Вільні вправи      | Пол Гемм Йордан Йовчев                                                              | медаль не вручалася                                                                          | Кайл Шевфельт                                                                                 |
| Кінь               | Тен Хайбінь Касіма Такехіро                                                         | медаль не вручалася                                                                          | Микола Крюков                                                                                 |
| Кільця             | Йордан Йовчев Демосфен Тампакос                                                     | медаль не вручалася                                                                          | Андреа Копполіно Маттео Моранді                                                               |
| Опорний стрибок    | Лі Сяопен                                                                           | Маріан Драгулеску                                                                            | Кайл Шевфельт                                                                                 |
| Паралельні бруси   | Лі Сяопен                                                                           | Хуан Сю Олексій Нємов                                                                        | медаль не вручалася                                                                           |
| Перекладина        | Касіма Такехіро                                                                     | Ігор Кассіна                                                                                 | Олексій Нємов                                                                                 |
| Жінки              |                                                                                     |                                                                                              |                                                                                               |
| Командна першість  | США Челлсі Меммел Карлі Паттерсон Таша Швікерт Холлі Вайс Терін Гамфрі Кортні Купец | Румунія Кетеліна Понор Оана Бан Александра Еремія Андреа Мунтяну Моніка Рошу Флоріка Леоніда | Австралія Аллана Слейтер Монетт Руссо Белінда Арчер Жаккі Дунн Стефані Мурхауз Даніелле Келлі |
| Абсолютна першість | Світлана Хоркіна                                                                    | Карлі Паттерсон                                                                              | Чжан Нань                                                                                     |
| Опорний стрибок    | Оксана Чусовітіна                                                                   | Олена Замолодчікова Кан Юн Мі                                                                | медаль не вручалася                                                                           |
| Різновисокі бруси  | Челлсі Меммел Холлі Вайс                                                            | медаль не вручалася                                                                          | Бет Тведдл                                                                                    |
| Колода             | Фань Є                                                                              | Кетеліна Понор                                                                               | Людмила Єжова                                                                                 |
| Вільні вправи      | Даяна дос Сантос                                                                    | Кетеліна Понор                                                                               | Елена Гомес                                                                                   |